# 누런솔잎벌

## 형태

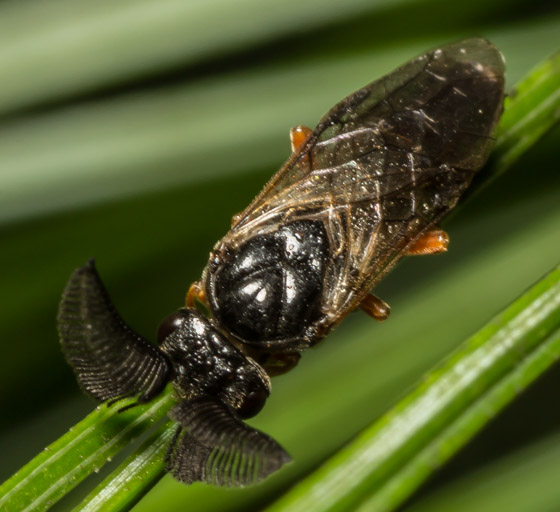
성충

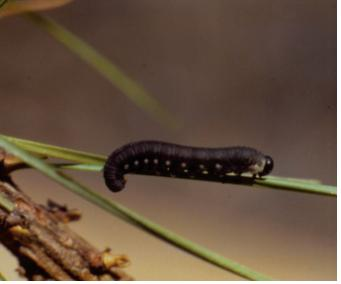
유충

암컷 성충의 몸은 전체가 황갈색이고 더듬이는 21∼24절로 표면에 소강모가 있다. 날개는 암황색으로 투명하며 수컷 성충의 몸은 검은색 다리로 암황갈색을 띤다. 알은 방추형이고 황백색으로 장경 1.8mm, 단경 0.5mm정도이다. 어린 유충기에는 엷은 황녹색이고 머리와 다리의 바깥쪽은 담황색이지만, 성숙하면서 머리와 다리의 바깥쪽은 광택있는 검은색으로, 등쪽은 광택이 없는 검은색으로 변한다. 노숙유충의 몸길이는 20mm이며 머리는 자갈색, 홑눈은 검은색, 몸은 회자색을 띤다. 날개는 암황색으로 투명하여 수컷성충의 몸은 검은색 다리로 암황 갈색을 띤다.

## 해충의 기주수목
소나무, 곰솔, 기타 소나무 속 등이 있다.

## 피해양상
유충이 모여 살면서 솔잎을 식해한다. 어린 소나무림과 소개된 임분 및 임연부에 많이 발생하며 울폐된 임분에는 거의 없다. 묵은 잎을 식해하여 나무가 죽는 일은 적으나 피해가 계속되면 고사 하기도 한다.

## 생태 및 생활사
연 1회 발생하며 알로 월동한다. 알은 4월 중순∼5월 상순에 부화하여 2년생 잎을 식해한다. 유충기는 평균 30일로서 수컷은 4회, 암컷은 5회 탈피하여 종령 유충이 된다. 노숙한 유충은 5월 하순부터 땅으로 내려와 낙엽, 지피물밑 또는 2∼3cm 깊이의 흙 속에서 고치를 짓고 그 속에서 유충으로 약 150일 경과한다. 고치속의 유충은 9월 하순부터 번데기가 되며 번데기기간은 16일 내외이다. 우화후 성충은 고치속에서 약 1주일간 머물러 있다가 10월 중순∼11월 상순(최성기: 10월 하순)에 출현하여 솔잎 조직내에 산란관을 꽂고 1개씩 일정간격으로 산란한다. 성충 수명은 4∼5일이고 포란수는 65개 내외이며 솔잎 하나에 8개 정도의 알을 낳는다.

## 진단방법
어린 애벌레에 의해서 골격화 된 바늘 같은 잎이 황변하고, 나무의생장이 멈춘다.
애벌레와 유사한 유충은 칙칙한 녹색이고, 아래에 밝은 줄무늬가 있고, 짙은 녹색 줄무늬가 뒤따른다. 흉부에 다리가 3쌍이며, 애벌레는 검은 머리를 갖는다.